# Waleri Michailowitsch Karetnikow
Waleri Michailowitsch Karetnikow (russisch Валерий Михайлович Каретников, englisch Valerji Karetnikov, wiss. Transliteration Valerij Michajlovič Karetnikov; * 1963) ist ein ehemaliger sowjetischer Skispringer.

## Werdegang
Karetnikow gab am 21. Februar 1982 mit der Teilnahme an der Nordischen Skiweltmeisterschaft 1982 in Oslo sein Debüt im internationalen Skispringen. Im Springen von der Normalschanze kam er auf den 51. Platz. Am 30. Dezember 1982 gab er beim Auftaktspringen zur Vierschanzentournee 1982/83 in Oberstdorf sein Debüt im Skisprung-Weltcup. Dabei sprang er von der Großschanze auf den 39. Platz. Am 12. Januar 1986 konnte er mit dem 12. Platz in Liberec erstmals Weltcup-Punkte gewinnen, bevor er nur fünf Tage später in Klingenthal mit dem 3. Platz das erste und einzige Mal in seiner Karriere aufs Podium springen konnte. Mit den gewonnenen Weltcup-Punkten beendete er die Saison 1985/86 auf dem 33. Platz in der Weltcup-Gesamtwertung. Ein Jahr später gelang ihm in Oberwiesenthal in seinem letzten Weltcup-Springen noch einmal der Gewinn von zwei Weltcup-Punkten, bevor er seine aktive Skisprungkarriere mit dem Start bei der Nordischen Skiweltmeisterschaft 1987 in Oberstdorf beendete. In Oberstdorf konnte er noch einmal den 32. Platz von der Normalschanze und den 18. Platz von der Großschanze erreichen. Sechs Jahre später startete er für den Russischen Verband bei der Nordischen Skiweltmeisterschaft 1993 im schwedischen Falun, kam aber über den 65. Platz von der Normalschanze nicht hinaus.
Karetnikow gewann zwischen 1980 und 1993 diverse nationale Meistertitel. 1982, 1986 und 1990 gewann er dreimal den Titel bei der Spartakiade der Völker der UdSSR.